# 白石のどか
白石 のどか（しらいし のどか、1988年2月18日 - ）は、愛媛県の松山市出身の、日本の女子柔道選手である。階級は78kg超級。身長170cm。体重110kg。血液型はA型。組み手は左組み。段位は参段。得意技は大腰。現在はJR東日本に所属。

## 経歴
柔道は松山市立西中学校1年の時に始めた。3年の時に全国中学校柔道大会70kg超級で2位となった。埼玉栄高校1年の時に高校選手権78kg超級で2位になると、2年の時には優勝を果たした。また、ジュニアながらシニアのブルガリア国際に出場して優勝を飾った。3年の時には埼玉栄高校の金鷲旗初優勝に貢献すると、インターハイでも個人戦と団体戦で2冠を達成した。さらには全日本ジュニアでも優勝した。講道館杯では決勝まで進むが筑波大学の杉本美香に敗れた。福岡国際では72kg超級で3位、無差別でも2位に入った。数々の実績を積んで日本大学に入学すると、2006年の世界ジュニア代表に選ばれるが、ケガのため辞退することになった。その後もケガの影響でジュニア時代のような活躍をすることが出来ず、大学時代は学生体重別で3位になった程度であった。2010年には大学を卒業してフォーリーフジャパン所属になった。北京で開催された世界武道・格闘技大会では決勝で地元中国の秦茜に敗れたものの銀メダルを獲得した。2012年にはJR東日本所属に変わると、講道館杯で復活の優勝を遂げた。2013年の全日本選手権では準決勝で綜合警備保障の田知本愛に崩袈裟固で敗れたが3位入賞を果たした。選抜体重別では準決勝で田知本を指導2で破ると、決勝ではミキハウスの山部佳苗に反則勝ちして今大会初優勝を飾ったが、世界選手権代表には選出されなかった。

## 戦績
- 2002年 - 全国中学校柔道大会 2位
- 2004年 - 高校選手権 2位
- 2004年 - 金鷲旗 2位
- 2004年 - 全日本ジュニア 2位
- 2005年 - ブルガリア国際 優勝
- 2005年 - 高校選手権 優勝
- 2005年 - 金鷲旗 優勝
- 2005年 - インターハイ 個人戦 優勝 団体戦 優勝
- 2005年 - ドイツジュニア国際 優勝
- 2005年 - 全日本ジュニア 優勝
- 2005年 - 講道館杯 2位
- 2005年 - 福岡国際 72kg超級 3位 無差別 2位
- 2006年 - ブルガリア国際 3位
- 2006年 - ロシアジュニア国際 優勝
- 2007年 - 全日本ジュニア 2位
- 2009年 - 学生体重別 3位
- 2009年 - ワールドカップ・スウォン 3位
- 2010年 - 世界武道・格闘技大会 2位
- 2011年 - 選抜体重別 3位
- 2012年 - 講道館杯 優勝
- 2013年 - ヨーロッパオープン・オーバーヴァルト 5位
- 2013年 - 全日本選手権 3位
- 2013年 - 選抜体重別 優勝
- 2013年 - グランドスラム・モスクワ 7位
- 2013年 - ワールドコンバットゲームズ 団体戦 優勝
- 2014年 - 実業個人 優勝
- 2014年 - ヨーロッパオープン・グラスゴー 3位

(出典、JudoInside.com)